# Enrique Hinojosa Santana
Enrique Hinojosa Santana (La Puebla de los Infantes, 9 de julio de 1899-Bollullos Par del Condado, 24 de febrero de 1956) fue un médico español especializado en cirugía y epidemiología tropical. Pionero en la aplicación de la penicilina en España en 1944, contribuyó, mediante el suministro y análisis del antibiótico sobre su propio hijo, al incipiente estudio de este medicamento en España.

## Biografía

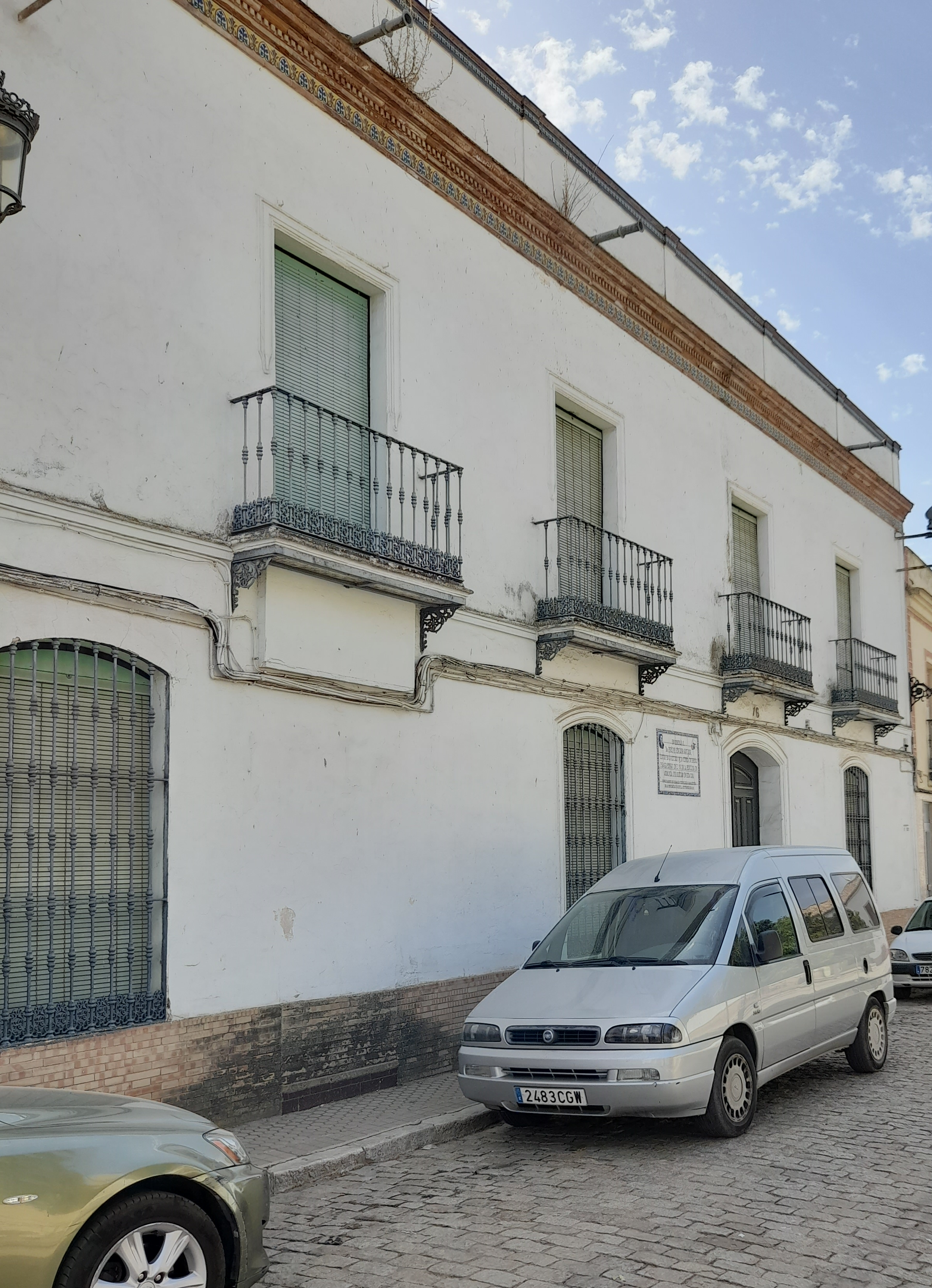
Casa natal de Enrique Hinojosa Santana en La Puebla de los Infantes

Nace en el seno de una acomodada e influyente familia de la Sierra Norte sevillana; su padre mantenía una estrecha amistad, entre otros, con Emilio Castelar, presidente de la República, y con Blas Infante, padre de la patria andaluza. Es internado a los ocho años en el Colegio de los P.P. de la Compañía de Jesús del Puerto de Santa María (Cádiz), donde cursa estudios de Bachillerato.
Tras licenciarse en junio de 1924 en Medicina y Cirugía por la Universidad de Sevilla decide marcharse a Madrid con objeto de prepararse las oposiciones a Médico de la Armada. Con este propósito amplía sus estudios en las asignaturas de Historia de la Medicina, Análisis Químicos, Antropología y Parasitología y simultáneamente se doctora en Epidemiología Tropical. A pesar de superar las exigentes pruebas de acceso a la Armada debe desistir al verificarse en el reconocimiento médico que adolecía de daltonismo.
Tras esta extraordinaria preparación es incorporado de inmediato al equipo médico del Hospital de Riotinto (Huelva), lo que le pone en contacto con la medicina británica y le permite ampliar conocimientos de farmacología, cirugía y organización hospitalaria de primera línea.
En 1926 ocupa una plaza vacante de médico en Bollullos Par del Condado de la que será titular hasta su muerte.
Se destacaron en él sus principios personales, morales y su valoración de la dignidad humana, como lo demuestra su negación a aceptar el cargo de alcalde, al que fuera obligado cuando entraron las fuerzas nacionales en Bollullos, y su renuncia irrevocable a seguir formando parte de la corporación local tras mostrar su desacuerdo con la aplicación del bando de guerra. El amor con el que se entregó a su profesión lo llevaría a la muerte por negarse a apartarse de sus enfermos en un virulento brote de gripe asiática que se propagó entre los años 1955 y 1956.

## Pionero en la aplicación y estudio de la penicilina en España

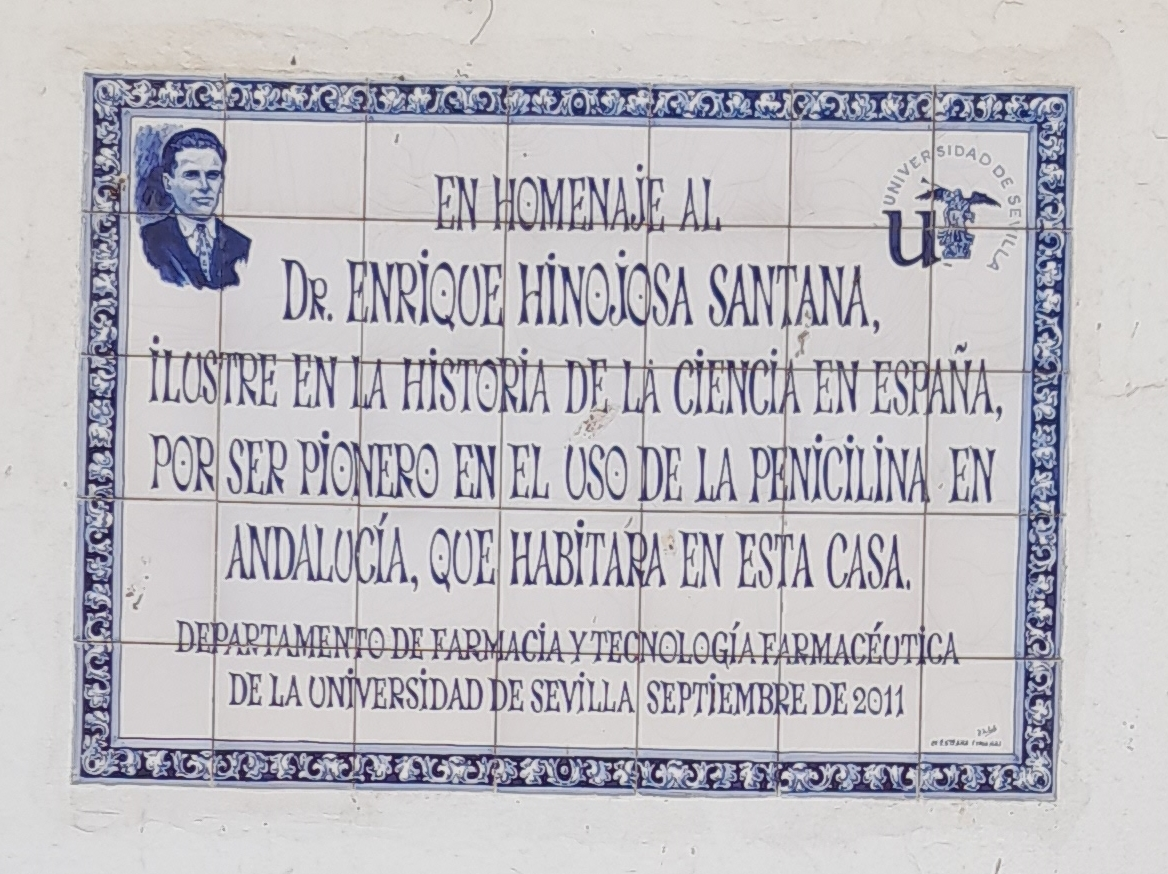
Placa de azulejo en homenaje a Hinojosa Santana

La endocarditis de su hijo Francisco de Asís, de once años, le mueve a buscar en la novedosa penicilina la posible curación de la enfermedad que a éste atenazaba. Habiendo tomado contacto de primera mano con la terapéutica británica tras su paso por el Hospital de Riotinto, dirigido entonces por el inglés Ross, y recurriendo a todas sus relaciones y amistades, que eran bastante amplias, emprende un complejo camino que le conducirá a la recepción de las preciadas dosis de la medicina recién llegadas de Estados Unidos, como atestigua el titular del diario ABC 21 de septiembre de 1944: “Llega a Madrid el primer envío de penicilina para su distribución en España”.
Será Antonio Álvarez, ayudante de campo del general inspector de Sanidad Militar del Cuerpo de Ejército de Andalucía, quien le entregue una carta de presentación para Ángel de los Ríos Lechuga, comandante farmacéutico en Madrid, a quien ruega  le dé una presentación para Nazario Díaz, farmacéutico y miembro de la Comisión encargada de asignar la penicilina que acababa de entrar en España.
Apenas un mes después y tras fructíferas gestiones, la penicilina será trasladada en tren por el mismo Hinojosa desde Madrid hasta Bollullos en el cilindro de una heladera manual doméstica. El hielo iría siendo proporcionado por el propio ejército en cada estación de tren en la que se iba haciendo parada, para mantener intactas las propiedades de la solución medicinal.
A pesar de los denodados esfuerzos, el niño Francisco de Asís acabaría falleciendo, lo que no obstó para que Hinojosa fuera anotando los datos del tratamiento que posteriormente enviaría a otros galenos, como Juan Andreu Urra, para su estudio. Finalmente, el 31 de octubre de 1944 el profesor Miguel Royo, catedrático de la Facultad de Medicina de la Universidad Hispalense se dirige a Hinojosa para agradecerle la donación que éste hiciera de las ampollas de penicilina sobrantes del tratamiento de su hijo, a una paciente sin recursos económicos enferma de ántrax con septicemia estafilocócica.